# نبيل ضميدي
نبيل محمد عوض ضميدي (وُلد في 1 مارس 1959 في حوارة) مهندس مدني فلسطيني شغل منصب وزير وزارة النقل والمواصلات الفلسطينية في حكومة رامي الحمد الله الأولى والثانية.

## التحصيل العلمي
حصل ضميدي على درجة البكالوريوس في الهندسة المدنية من الجامعة الأردنية عام 1982، ودرجة الماجستير في الهندسة المدنية وإدارة المشاريع من جامعة ولاية بنسلفانيا في الولايات المتحدة عام 1985، ولاحقًا درجة الدكتوراه في الهندسة المدنية وإدارة المشاريع من جامعة دندي في المملكة المتحدة عام 1995.

## الخبرة العملية
كان ضميدي رئيسًا لقسم الهندسة المدنية في جامعة النجاح الوطنية في الفترة 1997–1998، وعميدًا لكلية مجتمع النجاح، ثم كلية هشام حجاوي التكنولوجية، ولاحقًا مساعدًا لرئيس الجامعة وعميدًا لكلية الهندسة. درّس أيضًا في جامعة فلسطين التقنية.
في يونيو 2013 اختاره رامي الحمد الله لشغل منصب وزير النقل والمواصلات ضمن حكومته الأولى، ولاحقًا اختاره لشغل نفس المنصب في حكومته الثانية والتي استمرت حتى يونيو 2014.
في 5 يناير 2025، أعاد الرئيس محمود عباس تشكيل مجلس إدارة مجلس تنظيم قطاع المياه الفلسطيني، وعينه رئيسًا للمجلس.